# Lhota u Příbramě
Lhota u Příbramě település Csehországban, a Příbrami járásban. Lhota u Příbramě Podlesí, Obecnice, Sádek, Trhové Dušníky, Příbram, Bratkovice és Drahlín településekkel határos. Lakosainak száma 512 fő (2024. január 1.).

## Népesség
A település lakosságának változását az alábbi diagram mutatja:
| Lakosok száma | 507  | 751  | 660  | 444  | 544  | 471  | 482  | 477  | 493  | 512  |
|               | 1869 | 1890 | 1921 | 1950 | 1980 | 2001 | 2017 | 2019 | 2022 | 2024 |